# Септимій Ациндін (консул)
Семптимій Ациндін (*Septimius Acindynus, д/н — після 340) — державний діяч Римської імперії.

## Життєпис
Походив з роду Септиміїв. Ймовірно син Септимія Аціндіна, міського префекта Риму в 293 році. Його кар'єра простежується переважно завдяки написам. Першою відомою посадою Ациндіна був коректор (намісник) провінції Тосканія і Умбрія. У проміжку між 317 і 326 роком був вікарієм Іспанії.
У 338—340 роках обіймав посаду преторіанського префекта Сходу. Аврелій Августин згадує випадок під час його урядування. Ациндін засудив до в'язниці чоловіка, що н езміг сплатити податок в 1 лібру золотом. Дружина того погодилася віддатись багатому чоловікові в обмін на гроші, щоб заплатити штраф, але в отриманій нею торбі була земля, а не золото. Коли Ацинідн дізнався про це, він звинуватив себе в надмірність суворості. Тому заплатив штраф зі своєї кишені і віддав жінці землю, з якої була взята земля в торбі. 
У 340 році Септимія Ациндіна призначається консулом (разом з Луцієм Арадієм Валерієм Прокулом. Подальша доля невідома.

## Майно
Відома його вілла в Байї. Ім'я «Ациндін» знайдено на гемі з персня, виявленого в Неаполі.